# Burcardo de Worms

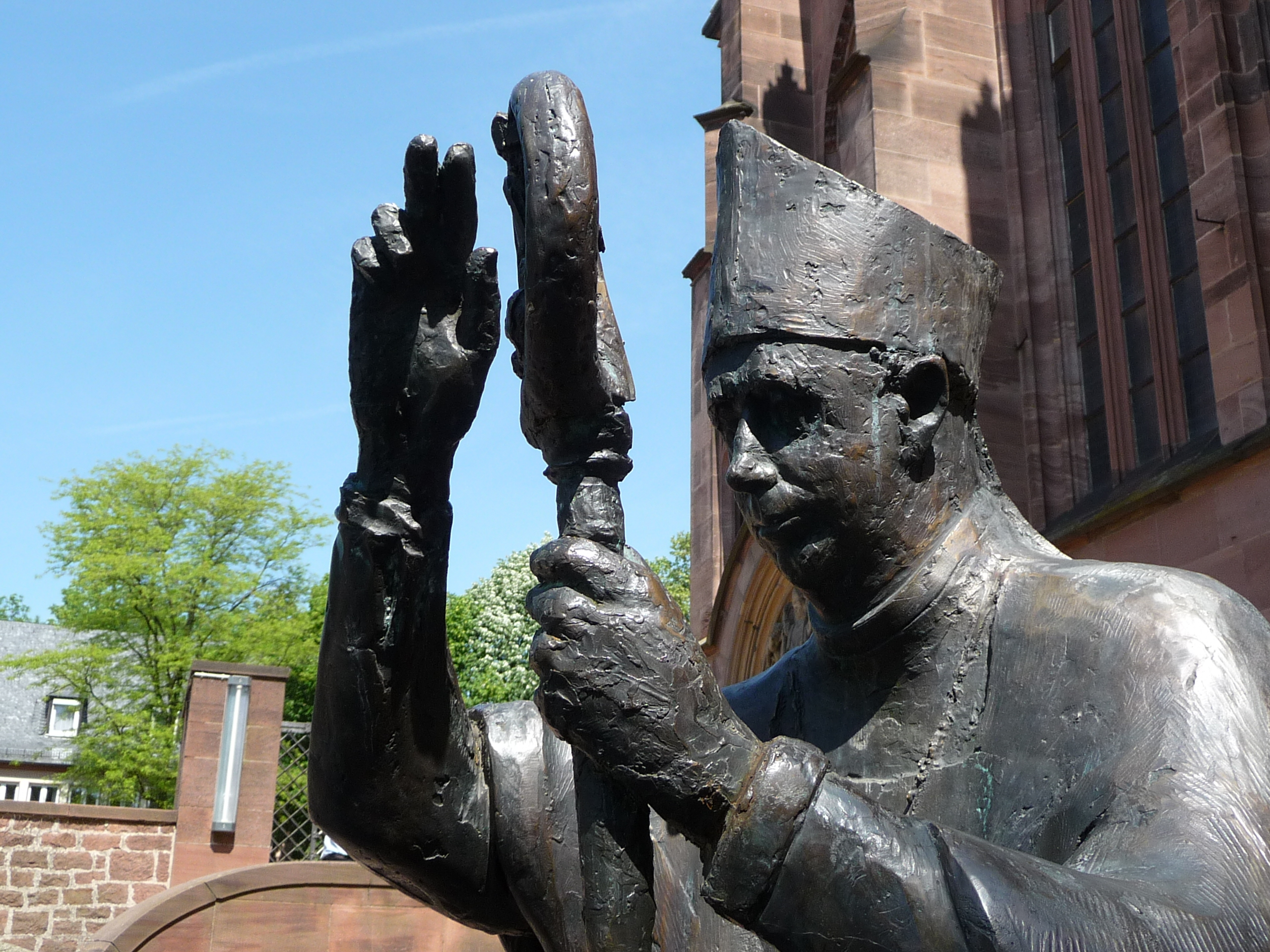
Estátua de Burcardo de Worms na Catedral de São Pedro, em Worms, na Alemanha.

Burcardo de Worms (em latim: Burchardus Wormaciensis; em alemão:  Burchard; c. 950/965–20 de agosto de 1025) foi o bispo de Worms no Sacro Império Romano-Germânico e autor de uma coleção de leis canônicas em vinte livros conhecida como Decretum Burchardi (ou apenas "Decretum") ou "Collectarium canonum".

## Vida
Burcardo nasceu numa família rica na região de Hesse-Renânia do império, perto da fronteira com a Lotaríngia. Ainda garoto, foi enviado para a cidade de Koblenz, onde entrou para a escola monástica ou de São Florin ou São Castor para se tornar cônego. Foi depois ordenado diácono pelo arcebispo de Mainz Willigis. Burcardo tinha dois irmãos, um rapaz mais velho, Franco, que foi bispo de Worms entre 989 e 999, e uma garota, mais nova, chamada Matilda, que tornou-se abadessa em um mosteiro de nome desconhecido perto de Worms em algum momento entre 1010 e 1015. Com a morte de Franco em 999, o imperador Otão III nomeou Burcardo bispo de Worms em 1000, uma elevação que foi confirmada por Willigis em Kirchberg dias depois.
Na "Vita Burchardi", escrita por Eberardo de Worms (Eberhard ou Ebbo; c. 1025), conta-se uma história mais complicada. Inicialmente, Otão teria pensado em elevar um de seus dois capelães, Herpo de Halberstadt e Rako de Bremen, que estavam gravemente enfermos, ao posto e chegou a entregar-lhes o cajado pastoral. Porém, os dois morreram antes que pudessem ser ungidos e Otão então ofereceu a sé para o renomado pastor conhecido apenas como Erpho. Porém, três dias depois de tornar-se bispo, ele também morreu, mas de causas desconhecidas, e foi logo substituído por um tal Razo, que se matou um Chur, na Suíça em poucos dias. No mesmo relato, conta-se também que Worms estava em má situação e era regularmente atacada por lobos e ladrões.
Burcardo assumiu e se encarregou de reconstruir as muralhas da cidade, de criar muitos mosteiros e igrejas e participou ativamente na destruição da fortaleza construída por Otão I, duque da Caríntia na região. Além de ser um inimigo de Burcardo, acreditava-se que o duque Otão era o responsável por abrigar os ladrões que atacavam a cidade. De acordo com Eberardo, "muitos membros foram cortados e muitos assassinatos foram cometidos de ambos os lados" do conflito. Ao fim do combate, Burcardo adotou um garoto que era neto do duque e que tornar-se-ia o imperador Conrado II (ca. 990–1034). Depois de conseguir a ajuda do rei Henrique II da Baviera e iniciar as conversas de paz, o castelo de Otão foi demolido e reconstruído na forma de um mosteiro dedicado a São Paulo. Em 1016, Burcardo reconstruiu a Catedral de São Pedro e passou a lecionar para os estudantes da escola catedrática.
Burcardo morreu em 1025 e deixou para Matilda, sua irmã, um cilício e uma corrente de ferro como memento mori.

## Obras

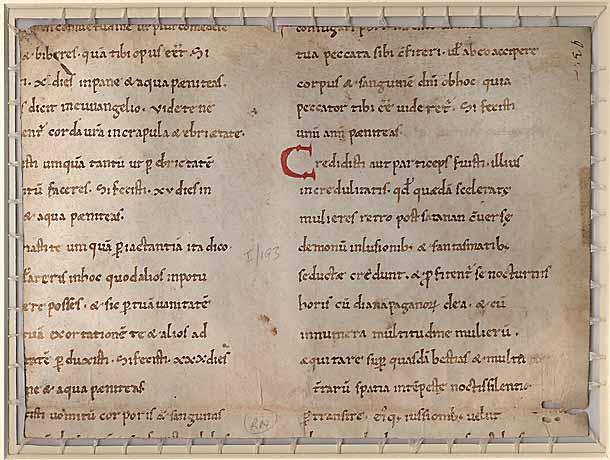
Fólio do Códex 119 (Dom Hs. 119) com um trecho do capítulo 19 do "Decretum".
Na biblioteca da Catedral de Colônia, na Alemanha.

Burcardo é mais conhecido como compilador de uma coleção de vinte livros sobre direito canônico que ele amealhou com a ajuda de seus contemporâneos Walter, bispo de Speyer (m. 1027), Alperto de Metz e pelo menos três outros clérigos proeminentes da região. Iniciada por volta de 1012, a obra demorou uns nove anos para ficar pronta. Burcardo a escreveu enquanto vivia numa pequena estrutura no alto de um morro nos subúrbios florestados de Worms depois de derrotar o duque Otão e enquanto criava o neto órfão dele, o futuro imperador Conrado. A coleção, que ele chamava de "Collectarium canonum" ou "Decretum" rapidamente tornou-se influente e uma popular fonte de material canônico. Ela passou a ser chamada de "Brocardus" (uma corruptela de Burchardus, o nome em latim de Burcardo), de onde deriva o termo legal "brocardo. O "Decretum" cita de uma variedade de fontes bíblicas, patrísticas e da Alta Idade Média, incluindo o Velho Testamento, Agostinho de Hipona, Gregório Magno, Isidoro de Sevilha, Rábano Mauro e Juliano de Toledo.
Burcardo provavelmente completou o "Decretum" em 1023 e um dos mais importantes manuscritos sobreviventes é o Códex 119 da biblioteca da Catedral de Colônia (Dom Hs. 119), datado de ca. 1020, e, consequentemente, completado ainda durante a vida de Burcardo. A editio princeps (1548) provavelmente se baseou nele. Porém, ao Códex 119 falta o prólogo, o livro 1 e partes dos livros 2, 19 e 20. Para as demais, é a versão autoritativa do texto. Os vinte livros estão assim divididos:
1. De primatu ecclesiae ("Sobre a primazia da Igreja")
2. De sacris ordinibus ("Sobre as ordens sagradas")
3. De aeclesiis  ("Sobre as congregações")
4. De baptismo ("Sobre o batismo")
5. De eucharistia ("Sobre a Eucaristia")
6. De homicidiis  ("Sobre os homicidas")
7. De consanguinitate ("Sobre consaguinidade")
8. De viris et feminis Deo dicatis ("Sobre homens e mulheres dedicados a Deus")
9.  De virginibus et viduis non velatis ("Sobre virgens e viúvas fora do luto")
10. De incantatoribus et auguribus ("Sobre mágicos e augures""; Veja também Canon Episcopi)
11. De excommunicandis ("Sobre os excomungados")
12. De periurio ("Sobre o perjúrio")
13. De ieiunio  ("Sobre o jejum")
14. De crapula et ebrietate ("Sobre a glutonia e ebriedade")
15. De laicis ("Sobre os leigos")
16. De accusatoribus ("Sobre os acusadores")
17. De fornicatione ("Sobre a fornicação")
18. De visitatione infirmorum ("Sobre a visita aos enfermos")
19. De paenitentia ("Sobre a penitência" = "Corrector Burchardi")
20. De speculationum liber ("Livro das especulações")
O livro 19 é o chamado "Corrector Burchardi", uma guia para o confessor (penitencial), provavelmente obra do século X que foi anexada por Burcardo como uma espécie de apêndice de sua obra. O livro 20 discute respostas para questões teológicas técnicas, especialmente sobre tópicos como escatologia, hamartiologia, soteriologia, demonologia, angeologia, antropologia e cosmologia.
Como fonte para o direito canônico, o "Decretum" foi inicialmente suplantado pela "Panormia" de Ivo de Chartres (ca. 1094–1095), que utilizou e se baseou em seções inteiras do "Decretum", e, pouco depois, pela "Concordia discordantium canonum" (ou "Decretum Gratiani"; 1139–1140), de Graciano, uma coleção muito maior que tentou ajustar ainda mais as contradições do direito canônico acumuladas até então.
Burcardo passou os anos 1023 a 1025 promulgando a "Leges et Statuta familiae S. Petri Wormatiensis", conhecida como "Lex familiae wormatiensis ecclesiae",  uma variedade de leis e costumes composta para membros das famílias de Worms (os vários trabalhadores livres e servos do estado episcopal de Worms). De modo similar, mais muito mais condensado que o "Decretum", a "Lex" buscava delinear em 31 capítulos uma variedade de problemas seculares experimentados com regularidade pelo povo de Worms nos anos finais do episcopado de Burcardo, do casamento ao sequestro, roubo e perjúrio.

## Traduções
- (Pt-Br) Bragança Júnior, Álvaro & Birro, Renan M. (2016). O Corrector sive Medicus (ou Corrector Burchardi, ou Da poenitentia, c.1000-1025) por Burcardo de Worms (c.965-1025): apresentação e tradução latim-português dos capítulos 1-4, além das "instruções" de penitência 001 a 095, Revista Signum 17 (1), pp.266-309.
- (Fr) Gagnon, François (2010). Le Corrector sive Medicus de Burchard de Worms (1000-1025): présentation, traduction et commentaire ethno-historique. Dissertação. Montréal: Université de Montréal, 2010.
- (En) Shiners, John (2009). Burchard of Worms’s Corrector and Doctor (c. 1008-12) In: Shiners, John (ed.). Medieval Popular Religion, 1000-1500: A reader. 2. ed. Toronto: University of Toronto Press, pp.459-470.
- (It) Picasso, Giorgio; Piana, Giannino; Motta, Giuseppe (1998). A pane e acqua: peccati e penitenze nel Medioevo - Il «Penitenziale» di Bucardo di Worms. Novara: Europia.
- (En) McNeill, John & Garner, Helena (1965). Medieval Handbooks of Penance. New York: Octagon Books, pp.321-345.